# فرودگاه برلین تمپل‌هوف
فرودگاه تمپل‌هوف برلین (به انگلیسی: Berlin Tempelhof Airport) (به زبان بومی: Flughafen Berlin-Tempelhof) یکی از فرودگاه‌های سه‌گانه برلین به‌شمار می‌رفت که امروز به پارک تبدیل شده‌است. این فرودگاه در شهر برلین کشور آلمان قرار دارد و در ارتفاع ۵۰ متری از سطح دریا واقع شده‌است.

## تاریخچه
این فرودگاه بین سال های ۱۹۳۶ تا ۱۹۴۱ توسط نازی ها ساخته شد.

## تعطیلی فرودگاه
مردم برلین در ۲۷ آوریل ۲۰۰۸ در رفراندومی برای ادامه فعالیت یا تعطیلی این فرودگاه شرکت کردند که سرانجام باعث تعطیلی این فرودگاه شد. این رفراندوم که با حمایت فعالان محیط زیست و حزب سبز برگزار می‌شد.
پس از آن همه پروازهای این فرودگاه لغو، باند و فضای بیرونی به پارک و فضای سبز تبدیل شد. ساختمان فرودگاه نیز به موزه‌ای به همین نام تغییر کاربری داد.